# شو بو
شو بو (بالصينية: 许博) (18 مايو 1985 بشنيانغ في الصين - ) هو لاعب كرة قدم صيني في مركز الدفاع. شارك مع منتخب الصين لكرة القدم. أما مع النوادي، فقد لعب مع نادي غوانغجو آر أند إف ونادي سانغتشو مايتي ليونز.

## وصلات خارجية
- شو بو على موقع قاعدة بيانات كرة القدم.إي يو (الإنجليزية)
- شو بو على موقع ناشيونال فوتبول تيمز (الإنجليزية)
- شو بو على موقع Soccerway.com (الإنجليزية)
- شو بو على موقع اللجنة الأولمبية الصينية (الإنجليزية)